# Războiul austro-turc din 1716-1718
Războiul austro-turc din 1716-1718 a izbucnit din dorința Imperiului Otoman de a schimba condițiile Păcii de la Karlowitz. În 1714 a izbucnit un conflict cu Republica Venețiană, de partea căreia s-a alăturat în 1716 Imperiul Habsburgic, ale cărui trupe au fost comandate de Eugen de Savoia. Mai întâi austriecii au cucerit Petrovaradin (azi suburbie a Novi Sadului) tabăra principală a turcilor. Apoi au cucerit Belgradul după un asalt general. A urmat Timișoara, capturată după un asediu de două luni. În același timp mai multe corpuri de armată au pătruns în Țara Românească, unde s-au confruntat cu efectivele otomane din zona respectivă.
După mai multe înfrângeri, otomanii au acceptat Pacea de la Passarowitz (azi Pojarevaț), semnată la 21 iulie 1718 ca urmare a medierii engleze și olandeze. Belgradul a fost principalul câștig al Austriei, completat de Timișoara, Banat și Oltenia.